# Seregno FBC
Maillots
Le Seregno FBC est un club de football de Seregno en province de Monza et de la Brianza. Créé en 1913, il a participé à la Serie B. Il porte ce nom depuis 2025, avant il était connu comme 1913 Seregno Calcio, depuis 1999, et auparavant Seregno Foot-Ball Club 1913.

## Histoire

Ancien logo (2021-2023)

## Changements de nom
- 1913-1920 : Seregno Foot-Ball Club
- 1920-1924 : Labor Sportiva Seregno Foot-Ball Club
- 1924-1927 : Seregno Gruppo Calcio
- 1927-1935 : Seregno Foot-Ball Club
- 1935-1938 : Associazione Sportiva Seregno
- 1938-1941 : Associazione Calcio Seregno
- 1941-1945 : Associazione Sportiva Calcio Seregno
- 1945-1978 : Seregno Foot-Ball Club
- 1978-1981 : Seregno Calcio Brianza 1913
- 1981-1995 : Seregno FBC 1913
- 1999-2006 : 1913 Seregno
- 2006-2021 : Unione Sportiva Dilettantistica 1913 Seregno Calcio
- 2021-2023 : Unione Sportiva 1913 Seregno Calcio
- 2023-2024 : FBC Seregno
- 2024- : Seregno FBC